# Isobel Campbell
Isobel Campbell (Glasgow, 27 aprile 1976) è una cantante e violoncellista britannica, conosciuta soprattutto per aver fatto parte del gruppo musicale Belle and Sebastian e per la sua collaborazione con Mark Lanegan.
Ha fatto parte dei Belle and Sebastian dal momento della loro formazione a Glasgow nel 1996, fino al 2002, quando ha lasciato il gruppo per divergenze artistiche. Nella band ricopriva il ruolo di violoncellista e di voce di supporto, ideale per il suo timbro vocale alto ed etereo. Ha comunque ricoperto saltuariamente il ruolo di prima voce in alcune canzoni del gruppo.
Durante quel periodo ha portato avanti un progetto parallelo con la band The Gentle Waves, dove ha trovato modo di scrivere e cantare in prima persona tutti i pezzi. i The Gentle Waves hanno esordito nel 1999 con The Green Fields of Foreverland. Il secondo album, Swansong For You è stato pubblicato l'anno successivo.
Nel 2002 ha collaborato col jazzista scozzese Bill Wells ad una rilettura di canzoni di Billie Holiday, pubblicate per l'etichetta Creeping Bent.
Nel 2003 è uscito Amorino, il suo primo album da solista, ancora molto vicino alle sonorità twee pop tipiche dei Belle and Sebastian.Tra i vari musicisti che han partecipato al disco, figura ancora una volta Bill Wells. L'opera è stata accolta molto bene dalla critica. 
Il secondo album solista, Milkwhite Sheets, del novembre 2006, ha confermato una svolta verso sonorità più decisamente Folk-Rock.
Questo deviazione stilistica può essere attribuita all'inizio della fruttuosa collaborazione con Mark Lanegan, ex leader degli Screaming Trees ed ex membro dei Queens of the Stone Age.
Il duo ha pubblicato nel 2006 Ballad of the Broken Seas, per il quale ha ricevuto una nomination ai Mercury Music Prizes, Sunday at Devil Dirt nel 2008 e Hawk nel 2010.

## Discografia

### The Gentle Waves
Album in studio
- 1999 - The Green Fields of Foreverland
- 2000 - Swansong For You

Altro
- 1999 - Weathershow
- 2000 - Falling from Grace

### Da solista
Album in studio
- 2003 - Amorino (2003)
- 2006 - Milkwhite Sheets (2006)
- 2020 - This Is No Other (2020)

EP
- 2004 - Time Is Just the Same
- 2006 - O Love is Teasin'
- 2020 - Voices In The Sky

### Con Bill Wells
- 2002 - Ghost of Yesterday

### Con Mark Lanegan
Album in studio
- 2006 - Ballad of the Broken Seas
- 2008 - Sunday at Devil Dirt
- 2010 - Hawk

EP
- 2005 - Ramblin' Man